# 苏河乡 (青川县)
苏河乡，是中华人民共和国四川省广元市青川县曾经下辖的一个乡。2019年12月，撤销苏河乡，将原苏河乡樱桃村、新民村、毛坪村、樟河村、三凤村及力子村三合组、松树坪组、郑家湾组、梨子坪组、田坝组、小垭子组、纸厂组所属行政区域划归关庄镇管辖，原苏河乡力子村松树梁组、中间院子组、李家沟组、柏杨林组、烧房里组所属行政区域划归凉水镇管辖。

## 行政区划
苏河乡撤销前下辖以下地区：
力子村、樱桃村、新民村、毛坪村、樟河村、三奉村和东风村。